# Cerdistus australis
Cerdistus australis là một loài ruồi trong họ Asilidae. Cerdistus australis được Lehr miêu tả năm 1967. Loài này phân bố ở vùng Cổ Bắc giới.